# ميتاستي
ميتاستي هو نظام إدارة نوافذ مركبة معتمدة من قبل بيئة سطح المكتب جنوم، تطوير ميتاستي ابتدأ من قبل هافوك بينينجتون وهي مرخصة برخصة جنو العمومية.
قبل ظهور ميتاستي في جنوم 2.2، كانت جنوم تستخدم انلايتنمينت وبعدها كوسج لأدارة النوافذ، بالرغم من أن ميتاستي جزء من مشروع جنوم ومصمم لكي يعمل كجزء من سطح مكتب جنوم إلا انه لا يحتاج لجنوم لكي يعمل، وجنوم تستطيع ان تعمل مع إدارة نوافذ مختلفة على شرط ان تدعم مواصفات ICCCM التي تتطلبها جنوم.
ميتاستي تستخدم ادوات جتك+ الرسومية لخلق مكونات واجهة المستخدم الخاصة بها التي تجعل من بناء السمات عليها عملية سهلة وكذلك تجعلها تمتزج مع تطبيقات جتك+ الأخرى.

## الفلسفة
تركز ميتاستي على نواحي الوضوح وسهولة الاستخدام بدلاً من الحداثة، مبرمجها وصفها بأنها "إدارة نوافذ مملة تحاكي البالغين فينا، الكثير من إدارة النوافذ تشبه مارشميلو الفروت لوبس، ميتاستي تشبه الشيروس"، بسبب قلة خيارات التحكم فيها فأن الناس يقولون ان ميتاستي في جنوم موجهة لمستخدمي الحاسوب الجدد الذين لا يحتاجون إلى خيارات وفعاليات كثيرة مثل التي موجودة في انلايتنمينت وكوسج، قام مطورها بكتابة مقالة حول سبب تطويره لميتاستي وكيف بذلك جعل سطح مكتب جنوم بسيطاً. Devil's Pie وBrightside هما من بعض البرامج التي تعطي تحكماً أكبر على النوافذ، لكن بالرغم من ذلك فأنها لا تستطيع تجاوز اختصارات لوحة مفاتيح الحاسوب في ميتاستي.

## سمات
هناك الكثير من الثيمات التي كتبت لميتاستي بالرغم من حالة عدم اكتمال التوثيق حول تطوير الثيمات في ميتاستي، بالأمكان تحميل عدد كبير منها من موقع الفنون الخاصة بجنوم art.gnome.org.
Clearlooks هو من محركات الثيمات المشهورة في ميتاستي، ومستخدم في جنوم كمحرك أساسي منذ اصدارة 2.12.

## وصلات خارجية
- ميتاستي على موقع Open Hub (الإنجليزية)
- مدونة ميتاستي
- تحميل ميتاستي
- ثيمات ميتاستي
- فهم ثيمات ميتاستي، توماس تورمان